# 相給

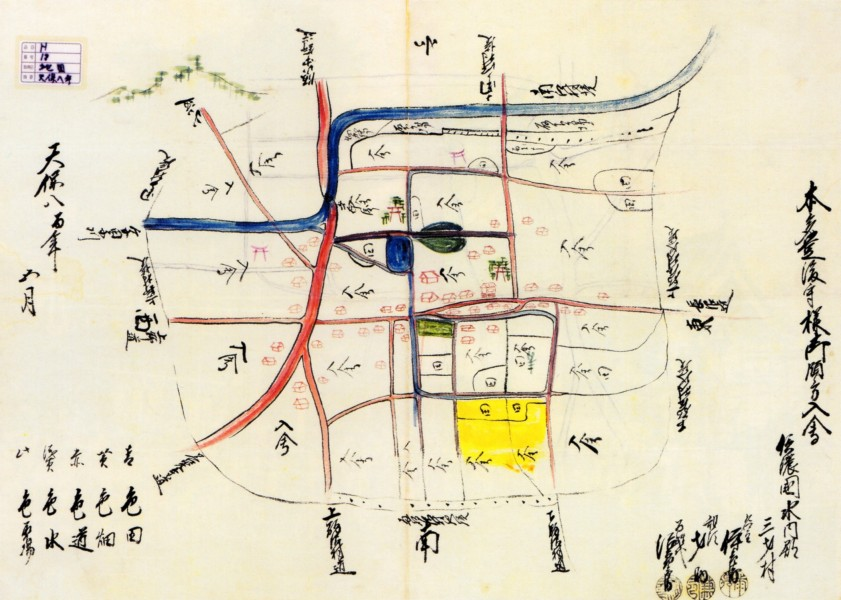
天保8年（1837）の信濃国三才の村絵図で、江戸幕府と飯山藩の相給地（入会）の分布状況を示している

相給（あいきゅう）とは、村請制が確立した近世期における領知の一形態を表す言葉である。一つの村落に対し複数の領主が割り当てられている状態を指す。村（郷）が分割されたために分郷（ぶんごう）とも言った。

## 概説
公家や寺社、諸藩の家臣の所領にも存在するが、最も代表的なのは江戸幕府が旗本の支配を確実にする事と彼らの江戸居住（地方在勤者を除く）を義務付けたために、小禄旗本の知行地（知行所）が集中した関東地方に多く見られる。
領主の種類は旗本には限定されず、諸大名、諸寺社、幕府領、そして旗本領などで構成された。
領主が二人いる場合を二給、三人なら三給、四人なら四給などという。
記録によると13人の領主が割り当てられた十三給という村落も存在した（なお、岡山藩領の邑久郡尾張村（現在の岡山県瀬戸内市）では享保年間に26人の領主に分割されていたとする記録がある）。
この制度導入の背景には土地の良し悪しや年貢率による実収とのバランス、旗本による知行権行使の抑制、小禄知行取の存在、村を分断して農民たちの団結を防ぐなどが言われている。
もっともこれが却って旗本の知行地支配の不安定を招いて旗本の窮乏化、ひいては旗本の軍事力に支えられた江戸幕府の衰微を促したとする説もある。

## 村政の運営
村請制のためか名主などの村役人は領主毎に任命された、このため一つの村落で名主職などが複数存在しえた。
しかし領主間の村役人の兼職を禁止するものではなく一人の人物が複数の名主職を兼任する場合もある。
しかし領主間の利害対立も絡み別々の人物が名主等に任命されることが多く村政の混乱を招きがちであった。

## 支配の帰属
複数の領主が共同領主として村落を支配したわけではなくそれぞれの領主ごとに支配領域が決定された。
区分けの方法は村を東西や南北などの地理的条件により一律に区切るということはせずに各田畑の良し悪しなどを考慮して個別に帰属が決定された。
したがって相給の村内ではモザイク状に領地が形成された。
だが、このために近隣同士が監視する五人組の組織が機能しなくなる場合があり、領主が自己の知行に基づいて定めた五人組とは別に居住地域単位による郷五人組が編成されるなど、この点も村政の混乱に拍車をかけた。